# كتاب العثمانية
كتاب العثمانية، هو كتاب من تأليف أبو عثمان عمرو بن بحر الجاحظ (159 هـ-255 هـ) نشر الكتاب بتحقيق عبد السلام محمّد هارون الذي يقول في مقدمته: «ولو لم يكن من قدر هذا الكتاب إلا أنك تقرأ من قلم الجاحظ ثمانين صفحة ومائتين لكفى ذلك فضلاً»، وهو كتاب مهم يعد حلقة هامة لدارسي تاريخ الأديان خصوصا منه القضايا التاريخية والسياسية والاجتماعية المتعلقة بالفرق الإسلامية، لا سيما يداياتها وما نجم عن ذلك من تفرقة وجدال وحجاج فكري في الفترة التي عرفت بالعصر الذهبي في تاريخ الإسلام.[بحاجة لمصدر]
وتمتاز طبعة عبد السلام محمّد هارون أيضاً بالفصول التي جمعها من كتاب شرح نهج البلاغة لإبن أبي الحديد، والتي حشر فيها ما عثر عليه من كتاب مناقضات أبي جعفر الإسكافي، لبعض ما ورد في العثمانية.
ولقد أثار هذا الكتاب جدلاً واسعا في الأوساط الشيعية وغيرها لأن مداره حول تفضيل عثمان بن عفان على عليّ بن أبي طالب ومن الذين تصدوا له بالنقد المسعودي (283 هـ-346 هـ) في كتابه مروج الذهب.

## موضوعات الكتاب
- ثم إنا مخبرون عن مقالة العثمانية
- فصل: وقالوا: فإن قال قائل: فما بالكم لم تذكروا عليا في هذه الطبقة
- فصل: فأما علماء العثمانية ومتكلموهم، وأهل القدم والرياسة منهم
- فصل: ولو لم تعرف الروافض ومن ذهب مذهبها
- فصل: وقد ذكر فضائله وفخر بقرابته وسابقته
- فصل: وأعجب من ذلك أنه لم يدع هذا له أحد في دهره كما لم يدعه لنفسه
- فصل: ومعلوم عند ذوي التجربة والعارفين بطبائع الأتباع
- فصل: وقد علمتم ما صنعت المصاحف في طبائع أصحاب علي
- فصل: فأما إسلامه وهو حدث غرير وغلام صغير
- فصل: ولو كان الأمر في علي على ما يقولون
- فصل: وقد نجد الصبي الذكي يعرف من العروض وجها، ومن النحو صدرا
- فصل: ولو كان علي أيضا بالغا وكان مقتضبا كزيد وخباب لم يكن إسلامه ليبلغ قدر إسلامهما
- فصل: والدليل على أن إسلام أبي بكر كان أفضل من إسلام زيد وخباب
- فصل: ولذلك كان جبير بن مطعم أعلم قريش بالعرب بعد أبي بكر
- فصل: ثم الذي كان من دعائه إلى الإسلام وحسن احتجاجه حتى أسلم على يديه طلحة والزبير وسعد وعبد الرحمن وعثمان
- فصل: وممن أسلم على يده بلال

## نموذج من براهين الجاحظ
يقول الجاحظ: «فأما إسلامه وهو حدث غرير وغلام صغير، فهذا ما لا ندفعه، غير أنه إسلام تلقين وتأديب وتربية. وبين إسلام التكليف والامتحان وبين التلقين والتربية فرق عظيم، ومحجة واضحة. وقالت العثمانية: إن قالت الشيع: إن الأمور ليس كما حكيتم، ولا كما هيأتموه لأنفسكم، بل نزعم أنه قد كانت هناك في أيام صباه وحداثته فضيلة فطنة، ومزية ذكاء، ولم يبلغ الأمر قدر الأعجوبة والآية. قلنا: إن الذي ذهبتم إليه أيضا لا بد فيه من أحد وجهين: إما أن يكون قد كان لا يزال يوجد في الصبيان مثله في الفطنة والذكاء وإن كان ذلك عزيزا قليلا، أو كان وجود ذلك ممتنعا، ومن العادة خارجا. فإذا كان قد كان يوجد مثله على عزته وقلته فما كان إلا كبعض من نرى اليوم ممن يتعجب من حسه وفطنته، وحفظه وحكايته وسرعة قبوله على صغر سنه وقلة تجريبه. وإن كانت حاله هذه الحال، وطبيعته على هذا المثال، فإنا لم نجد صبيا قط وإن أفرط كيسه وحسنت فطنته وأعجب [به] أهله يحتمل ولاية الله سبحانه وعداوته، والتمييز بين الأمور التي ذكرنا. مع أنه ما جاءنا ولا صح عند أحد منا بخبر صادق، ولا كتاب ناطق، أنه كان لعلي خاصة دون قريش عامة في صباه من إتقان الأمور وصحة المعارف وجودة المخارج ما لم يكن لأحد من إخوته وأعمامه وآبائه. وإن كان القدر الذي كان عليه على من الذكاء والمعرفة القدر الذي لم نجد له [فيه] مثلا، ولا رأينا له شكلا - وهذا هو البديع الذي به يحتج على المنكرين، ويفلج على المعارضين، ويبين للمسترشدين - فهذا باب قد فرغنا منه مرة.»